# Le Chant du styrène
Pour plus de détails, voir Fiche technique et Distribution.
Le Chant du styrène est un court métrage réalisé par Alain Resnais, sorti en 1958.
Il met en images le poème éponyme en alexandrins de Raymond Queneau.

## Synopsis
Du bol en plastique jusqu'au pétrole, toute la chaîne industrielle conduisant à la fabrication des objets en plastique est parcourue en remontant à la source.

## Fiche technique
- Titre : Le Chant du styrène
- Réalisation : Alain Resnais
- Assistant-réalisateur : Martin-Pierre Hubrecht
- Scénario : Raymond Queneau
- Musique : Pierre Barbaud
- Musique dirigée par : Georges Delerue
- Montage : Claudine Merlin et Alain Resnais
- Auditorium : Studio Marignan
- Photographie : Sacha Vierny
- Laboratoire : Éclair
- Producteur : Pierre Braunberger
- Production : Les Films de la Pléiade, Société Pechiney
- Directeur de production : Roger Fleytoux
- Distribution: Les Films de la Pléiade
- Pays d'origine :  France
- Format : Couleurs - Mono
- Genre : Documentaire, court métrage
- Durée : 14 minutes
- Date de sortie : 
  - France - 1958

## Distribution
- Pierre Dux : Narrateur
- Sacha Vierny : L'ouvrier

## Commentaire
Des images d'objets en plastique défilent et s'arrêtent sur un bol. La trame du film remonte ensuite de ce bol au moule qui lui a donné naissance puis au matériau (le polystyrène), de sa coloration, et pour finir sur le charbon et le pétrole, matières premières du plastique en passant par le styrène. Ce film documentaire a été commandité par le groupe Pechiney. Le commentaire dit en voix off a été écrit en alexandrins par Raymond Queneau, tandis que la musique a été composée par Pierre Barbaud, créateur de la musique algorithmique. La voix off est celle de Pierre Dux. Le court métrage débute par une citation ironique du poème de Victor Hugo : « L'homme se fait servir par l'aveugle matière. Il pense, il cherche, il crée. À son souffle vivant les germes dispersés dans la nature entière tremblent comme frissonne une forêt au vent », tirée du recueil Les Voix intérieures.